# (5577) Priestley
(5577) Priestley es un asteroide que forma parte del cinturón interior de asteroides descubierto el 21 de noviembre de 1986 por J. Duncan Waldron desde el Observatorio de Siding Spring, Nueva Gales del Sur, Australia.

## Designación y nombre
Designado provisionalmente como 1986 UM1. Fue nombrado Priestley en homenaje a Joseph Priestley, clérigo inglés, fue el primero en publicar un relato de su descubrimiento en 1774 del elemento oxígeno. El número 5577, que corresponde al número de este planeta menor, es también la longitud de onda en ángstrom de la línea de emisión principal de luz auroral verde, debido al oxígeno triplicado.

## Características orbitales
Priestley está situado a una distancia media del Sol de 1,844 ua, pudiendo alejarse hasta 1,925 ua y acercarse hasta 1,762 ua. Su excentricidad es 0,044 y la inclinación orbital 22,27 grados. Emplea 914,855 días en completar una órbita alrededor del Sol.

## Características físicas
La magnitud absoluta de Priestley es 14,2. Tiene 3,993 km de diámetro y su albedo se estima en 0,254. 